# ۱۰۲ سگ خالدار
۱۰۲ سگ خالدار (انگلیسی: 102 Dalmatians) فیلمی در ژانر کمدی و فانتزی به کارگردانی کوین لیما است که در سال ۲۰۰۰ منتشر شد.
این فیلم دنبالهٔ ۱۰۱ سگ خالدار بود؛ اما از بازیگران فیلمِ اول، تنها گلن کلوز و تیم مک‌اینرنی در این فیلم حضور داشتند.
۱۰۲ سگ خالدار، نامزدِ دریافتِ جایزه اسکار بهترین طراحی لباس بود، اما در رقابت نهایی آن را به گلادیاتور واگذار کرد.

## خلاصه داستان
کروئلا دویل پس از معالجه به عنوان زنی درستکار از زندان آزاد می‌شود و بار دیگر به دنبال سگهای سرگردان خود می‌رود…

## بازیگران
- گلن کلوز
- آلیس ایوانز
- یوان گریفید
- ژرار دوپاردیو
- اریک آیدل
- ایان ریچاردسون
- بن کرمپتون
- جیم کارتر
- تیموتی وست
- تیم مک‌اینرنی
- دیوید هوروویچ